# Винколизе (Катанцаро)
Винколизе је насеље у Италији у округу Катанцаро, региону Калабрија.
Према процени из 2011. у насељу је живело 80 становника. Насеље се налази на надморској висини од 616 м.